# Henderson Bluff
L'Henderson Bluff (in lingua inglese: Falesia Henderson) è una falesia antartica, alta 1.660 m, situata 17 km a nord del Monte Lechner, nel fianco occidentale della Lexington Table, nel Forrestal Range dei Monti Pensacola, in Antartide. 
La falesia è stata mappata dall'United States Geological Survey (USGS) sulla base di rilevazioni e foto aeree scattate dalla U.S. Navy nel periodo 1956-66.
La denominazione è stata assegnata dall'Advisory Committee on Antarctic Names (US-ACAN) in onore di John R. Henderson, geofisico dell'United States Geological Survey (USGS), che aveva lavorato nei Monti Pensacola nel 1965–66.